# East Washington, Pennsylvania
East Washington là một thị trấn thuộc quận Washington, tiểu bang Pennsylvania, Hoa Kỳ. Năm 2010, dân số của thị trấn này là 2234 người.